# 판단 (논리학)
판단(判斷)은 어떤 대상에 관해서 어떤 징표(徵表)를 주장하는 작용을 뜻한다. 그것의 언어적인 표현을 판단이라고 하는 수도 있다.
판단 가운데에는 대상과 그 징표와의 사이의 객관적인 연관이 반영되고 있다. 판단을 가장 단순한 형식으로 생각하면 주어·술어와 연어로 이루어지며, 'S는 P이다'라는 일반형식으로 나타난다(S는 주어, P는 술어를 나타낸다).
판단은 그 질에 따라 긍정판단과 부정판단으로 구별된다. 후자는 특히 'S는 P가 아니다'라는 형식으로 나타난다.
판단은 또한 주어의 양에 따라 셋으로 나뉜다. 주어가 대상의 전부에 미칠 때에는 전칭(全稱)판단이라 하여 '모든 S는 P이다'라고 정식화(定式化)된다. 주어가 대상의 일부에 미칠 때에는 특칭판단(特稱判斷)이라 하며 '약간의 S는 P이다'라고 정식화된다. 주어가 단독적 대상에 상관될 때에는 단칭판단(單稱判斷)이라 한다. 단칭판단은 그 주장이 단독 대상의 전부에 걸친 것으로 간주되며 전칭판단에 포함된다. 간단히 하기 위해 전칭긍정판단은 A, 전칭부정판단은 E, 특칭긍정판단은 I, 특칭부정판단은 O로 표시된다.

## 정언적 판단
정언적 판단(定言的判斷)은 단언적 판단(斷言的判斷)이라고도 한다. 어떤 대상에 대해 어떤 징표를 무조건적으로 긍정 또는 부정하는 판단을 말한다. '모든 인간은 가사적(可死的)이다'라고 하는 판단이다. 판단의 가장 단순한 형식이다.

## 가언적 판단
가언적 판단(假言的判斷)은 어떤 대상에 관해서 어떤 징표를 어떤 조건 아래에서 긍정 또는 부정하는 판단을 말한다. '만약 비가 오면 배는 나가지 않는다'는 식의 판단이다.

## 선언적 판단
선언적 판단(選言的判斷)은 어떤 대상에 관한 몇 가지 징표--선언지(選言肢)라고 한다--가운데서 적어도 어느 하나의 징표가 선택돼야 함을 주장하는 판단을 말한다. '그러한 삼각형은 예각삼각형이거나 직각삼각형이거나 둔각삼각형 중 어느 하나이다'라고 하는 등의 판단이다. 선언지는 반드시 상호간에 서로 배척할 필요가 없는 것이다. 하기야 이 판단을 선언지가 서로 배척한다고 하는 엄격한 조건 아래에서 생각하는 경우도 있으며, 이에 대해 조건이 엄격하지 않은 경우를 2자택1적 판단이라 부르는 수도 있다. 그러나 이 용어는 자의(字義)가 말하는 것처럼 바로 선언지가 서로 배척하는 경우를 가리킬 때도 있다.

## 종합판단
종합판단(綜合判斷)은 술어개념이 주어개념 안에 포함되지 않고 주어개념에 외부로부터 결합됨으로써 성립되는 판단을 말한다. 분석판단에 대립하는 말. 칸트는 '몇몇의 물체는 무겁다'라는 예를 들고 있다. 물체라는 개념 안에는 무겁다는 개념이 포함되지 않으며, 종합으로 비로소 이 판단은 성립된다는 것이다.

## 분석판단
분석판단(分析判斷)은 술어개념이 주어개념 속에 이미 포함되어 있는 판단을 말한다. 종합판단에 대립되는 말. 칸트는 '모든 물체는 연장(延長)을 지닌다'라는 예를 들고 있다. 물체라는 개념 안에 연장을 갖는 것이라는 개념은 이미 포함되어 있으며, 물체의 개념분석만으로도 이 판단은 성립된다고 한다.

## 같이 보기
- 판단력 비판

## 참고 문헌
- 이 문서에는 다음커뮤니케이션(현 카카오)에서 GFDL 또는 CC-SA 라이선스로 배포한 글로벌 세계대백과사전의 내용을 기초로 작성된 글이 포함되어 있습니다.